# Ralph Tschudi
Ralph Tschudi (ur. 26 lutego 1890 w Oslo, zm. 11 października 1974 tamże) – norweski żeglarz, olimpijczyk, zdobywca srebrnego medalu w regatach na Letnich Igrzyskach Olimpijskich w 1920 roku w Antwerpii.
Na Letnich Igrzyskach Olimpijskich 1920 zdobył srebro w żeglarskiej klasie 8 metrów (formuła 1919). Załogę jachtu Lyn tworzyli również Jens Salvesen, Finn Schiander, Nils Thomas i Lauritz Schmidt.